# Old Brown Shoe
«Old Brown Shoe» es una canción del grupo de rock The Beatles escrita por George Harrison. Se publicó como el lado B del sencillo "The Ballad of John and Yoko" en 1969.
La canción es interpretada por Harrison y las armonías vocales son de John Lennon y Paul McCartney. El tema fue grabado durante las sesiones del álbum Abbey Road.
Harrison ha dicho que compuso la secuencia de acordes en el piano sin dominar muy bien este instrumento, y que en ese mismo momento se inspiró y comenzó a escribir la canción.
Gary Brooker interpretó la canción en el Concert for George.

## Personal[2]
- George Harrison: voz, guitarra (Fender Rosewood Telecaster), bajo (Fender Jazz Bass), órgano (Hammond RT-3).
- John Lennon: respaldo vocal, piano (Challen "Jangle Box" upright).
- Paul McCartney: respaldo vocal, batería (Ludwig Hollywood Maple).